# Henri Schoeman (triatleet)
Henri Schoeman (Vereeniging, 3 oktober 1991) is een Zuid-Afrikaans triatleet. Hij is vooral bekend van zijn prestatie tijdens de Olympische Spelen van Rio de Janeiro in 2016, waar hij de bronzen medaille haalde achter de broers Alistair en Jonathan Brownlee. Twee jaar later won hij de triatlon op de Commonwealth Games, waar hij vier jaar eerder al zilver had gewonnen via het teamevent.